# Thick Records
Thick Records est un label indépendant situé à Chicago. 
Le label a été fondé en 1994 par Zak Einstein. Depuis que les portes se sont ouvertes Thick Records a sorti plus de 100 disques de groupes comme At the Drive-In, The Arrivals, Commander Venus, The Blue Meanies, Alkaline Trio, The Tossers, Season To Risk, The Methadones, All, Citizen Fish, Seven Storey Mountain et Local H. L'étiquette a depuis ouvert un magasin à Los Angeles.